# Balkányi Sport Egyesület

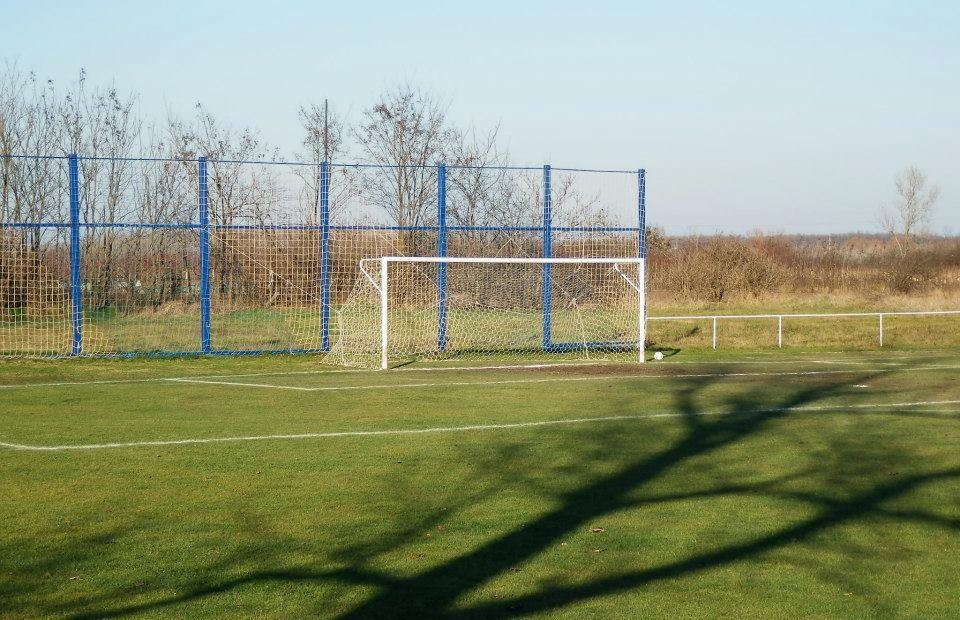
A Balkányi Városi Sporttelep egyik labdarúgókapuja

A Balkányi Sport Egyesület (korábbi nevén: Cellspan-Balkány SE) egy labdarúgócsapat, amely 1936-ban alakult az akkori Nyírbalkányban. A keret összetétele vegyes, de pár rutinosabb labdarúgó is helyet kap a klubban, mint például Igor Bogdanović, ötszörös jugoszláv válogatott, aki 2015 és 2019 volt tagja a csapatnak. Az együttes jelenleg a Szabolcs-Szatmár-Bereg vármegyei I. osztályban szerepel, legnagyobb sikere eddig az NB III-beli Tisza csoportban elért első helyezés a 2006/2007-es szezonból. A klub színei a kék és a fehér.

## Története
A csapat Balkányi Törekvés néven alakult. Az 1940-es évek végén szerepeltek az NB III-ban. Története nagy részét megyei osztályokban töltötte, azonban a 2005/2006-os szezonban már újra a harmadik osztályban találta magát a csapat. Ebben az évben Balkányi SE néven bejutott a magyar labdarúgókupa legjobb 32 együttese közé. 2011-ben visszazuhant a megyei első osztályba, négy évvel később pedig tovább romlott a helyzet: a klub a Megye II-be csúszott vissza. Gyorsan feleszmélve már Cellspan-Balkány SE néven visszaléptek a Szabolcs-Szatmár-Bereg megyei élvonalba (2015/2016). A 2016/2017-es szezonban megnyerték a megyei első osztály bajnokságát. 2015 és 2018 között a helyi Cellspan Kft. nevét viselte a csapat.

## Korábbi nevek
| \| Időszak \| Csapat neve \| \| ---------------------- \| --------------------------------- \| \| 1936– \| Balkányi Törekvés SE \| \| –1949 \| Balkányi MSE \| \| 1949–1950 \| Balkányi TSE \| \| 1950 \| Balkányi EPOSz \| \| 1950 \| Balkányi Állami Gazdaság DSE \| \| 1950–1951 \| Balkányi ÁGSK \| \| 1951–1953 \| Balkányi Traktor \| \| 1953–1957 \| Balkányi Hunyadi \| \| 1957– \| Balkányi MEDOSZ \| \| –2015, 2018–napjainkig \| Balkányi Sport Egyesület \| \| 2015–2018 \| Cellspan-Balkányi Sport Egyesület \| |                                   |
| Időszak | Csapat neve                       |
| 1936– | Balkányi Törekvés SE              |
| –1949 | Balkányi MSE                      |
| 1949–1950 | Balkányi TSE                      |
| 1950 | Balkányi EPOSz                    |
| 1950 | Balkányi Állami Gazdaság DSE      |
| 1950–1951 | Balkányi ÁGSK                     |
| 1951–1953 | Balkányi Traktor                  |
| 1953–1957 | Balkányi Hunyadi                  |
| 1957– | Balkányi MEDOSZ                   |
| –2015, 2018–napjainkig | Balkányi Sport Egyesület          |
| 2015–2018 | Cellspan-Balkányi Sport Egyesület |

## Szponzorok, támogatók
- Cellspan Kft. (2015–2018)